# Paul Schermer
Paul Schermer (* 4. April 2004 in St. Johann in Tirol) ist ein österreichischer Fußballtorwart.

## Karriere

### Verein
Schermer begann seine Karriere beim SC Kirchberg. Zur Saison 2017/18 kam er bereits als 13-Jähriger in die AKA Tirol, in der er fortan sämtliche Altersstufen durchlief. Zur Saison 2021/22 wechselte er zum Bundesligisten WSG Tirol. Bei der WSG wurde er dritter Tormann hinter Ferdinand Oswald und Benjamin Ožegović und kam so in seiner ersten Spielzeit ausschließlich für die Amateure zum Zug, für die er 19 Partien in der Regionalliga Tirol machte. In der Saison 2022/23 spielte er ebenfalls nur für die Amateure, für die er diesmal 13 Spiele machte.
Im Mai 2024 gab Schermer dann sein Debüt in der Bundesliga, als er am 32. Spieltag der Saison 2023/24 gegen den Wolfsberger AC in der 81. Minute für Johannes Naschberger eingewechselt wurde, nachdem Stammtormann Adam Stejskal vom Platz gestellt worden war.

### Nationalmannschaft
Schermer absolvierte im März 2019 ein Spiel für die österreichische U-15-Auswahl.